# Olga Gori
Olga Gori (Bagno a Ripoli, 13 marzo 1988) è un'ex calciatrice italiana, di ruolo centrocampista.

## Carriera

### Club
Olga Gori si appassiona al calcio fin da piccola, tesserandosi per la società Sporting Arno all'età di 10 anni e giocando con i maschietti nelle formazioni miste fino al raggiungimento dell'età massima consentita dalla federazione.

## Carriera

### Club
Olga Gori si appassiona al calcio fin da piccola, tesserandosi per la società Sporting Arno all'età di 10 anni e giocando con in maschietti nelle formazioni miste fino al raggiungimento dell'età massima consentita dalla federazione.
Nel 1997 approda al Firenze dove inizialmente viene impiegata nelle formazioni giovanili alternando le presenze con la squadra titolare in Serie B contribuendo a raggiungere la seconda posizione del girone C, dietro il Grifo Perugia, e la promozione in Serie A2. Dopo tre campionati in cadetteria, al termine della stagione 2005-2006 ha conquistato con il Firenze la promozione in Serie A, dove fa la sua apparizione durante la stagione 2006-2007.
Al termine del campionato coglie l'occasione offertale dal neopromosso Odense per disputare per la prima volta un campionato estero, giocando in Elitedivisionen, primo livello del campionato danese la stagione 2007-2008. Durante questi anni grazie alle prestazioni offerte in campionato Gori si pone all'attenzione della FIGC iniziando ad essere convocata per le nazionali giovanili.
Tornata in Italia, durante il calciomercato estivo 2008 trova un accordo con la Roma CF ma intraprendendo la carriera militare e a seguito di un trasferimento lontano dalla Capitale, non potrà onorare l'accordo e sarà costretta ad abbandonare il calcio.
Amante dello sport, entra successivamente a far parte del Gruppo Sportivo dell'Esercito Italiano di pentathlon militare, dove limiterà per tre anni partecipando a campionati europei, mondiali e a fine carriera al torneo di pentathlon militare dei V Giochi mondiali militari di Rio de Janeiro 2011.
Tuttavia la passione per il calcio la induce a riproporsi per tornare a giocare nella massima serie del campionato italiano. Per la stagione 2015-2016 sottoscrive un accordo con l'AGSM Verona svincolandosi l'estate successiva, di seguito sceglie di trasferirsi al Valpolicella, fresco dell'accordo con il Chievo, intenzionato a rafforzare il proprio organico per affrontare la stagione 2017-2018. Inserita in rosa alla presenziatone della squadra, in campionato non marca tuttavia alcuna presenza
Purtroppo a causa di numerosi infortuni in un lasso di tempo troppo ristretto, l'ex pentatleta militare decide di ritirarsi dal calcio giocato svincolandosi dal Valpolicella continuando comunque l'attività sportiva a livello amatoriale.

### Nazionale
Gori vanta diverse convocazioni con la nazionale italiana Under-19, con la quale è a disposizione il 28 settembre 2004, nell'incontro dove le Azzurrine si impongono per 9-0 sull'Armenia in occasione della prima fase di qualificazione all'Europeo di categoria di Ungheria 2005.
Ha disputato tre partite con la maglia della nazionale maggiore nella seconda metà del 2006.

## Statistiche

### Cronologia presenze e reti in nazionale
| Cronologia completa delle presenze e delle reti in nazionale ― Italia | Cronologia completa delle presenze e delle reti in nazionale ― Italia | Cronologia completa delle presenze e delle reti in nazionale ― Italia | Cronologia completa delle presenze e delle reti in nazionale ― Italia | Cronologia completa delle presenze e delle reti in nazionale ― Italia | Cronologia completa delle presenze e delle reti in nazionale ― Italia | Cronologia completa delle presenze e delle reti in nazionale ― Italia | Cronologia completa delle presenze e delle reti in nazionale ― Italia |
| Data                                                                  | Città                                                                 | In casa                                                               | Risultato                                                             | Ospiti                                                                | Competizione                                                          | Reti                                                                  | Note                                                                  |
| --------------------------------------------------------------------- | --------------------------------------------------------------------- | --------------------------------------------------------------------- | --------------------------------------------------------------------- | --------------------------------------------------------------------- | --------------------------------------------------------------------- | --------------------------------------------------------------------- | --------------------------------------------------------------------- |
| 9-9-2006                                                              | Dublino                                                               | Irlanda                                                               | 0 – 1                                                                 | Italia                                                                | Amichevole                                                            | -                                                                     | 90’                                                                   |
| 30-10-2006                                                            | Masan                                                                 | Brasile                                                               | 1 – 1                                                                 | Italia                                                                | Coppa della Regina della Pace 2006                                    | -                                                                     | 90+1’                                                                 |
| 1-11-2006                                                             | Changwon                                                              | Corea del Sud                                                         | 1 – 2                                                                 | Italia                                                                | Coppa della Regina della Pace 2006                                    | -                                                                     | 60’                                                                   |
| Totale                                                                |                                                                       | Presenze                                                              | 3                                                                     |                                                                       | Reti                                                                  | 0                                                                     |                                                                       |